# Gál Elemér
Gál Elemér (Csíkszereda-Csíkzsögöd, 1929. február 28. – Eger, 2007. május 31.) magyar író, újságíró, tanár, pedagógiai szakíró.

## Élete
Gyermekkorát Csíkszeredában, Csíkzsögödön töltötte, ott is járt elemi iskolába.
1944 nyarán felvételt nyert a marosvásárhelyi Csaba Királyfi Gyorsfegyvernemi Hadapródiskolába, amelyet 1944 szeptemberében Vasvárra telepítettek. Ide vonult be 1944. október 1-jén. 1945 májusában, mint kiskorú tanulót társaival szovjet hadifogságba, kényszermunkára hurcolták. 1945 októberében tért vissza az akkor már ismét Romániához tartozó Erdélybe. (Hadtörténeti Levéltár Bp. 20/2/1966. sz. Igazolás).
A középiskolai tanulmányait 1948-ban végezte el szülővárosában Csíkszeredában, a Római Katolikus Főgimnáziumban. Egyetemi oklevelét a kolozsvári Bolyai Tudományegyetem Bölcsésztudományi Karán szerezte magyar irodalom szakon (1952). Pályáját Szatmárnémetiben középiskolai tanárként kezdte, tanítványai közt volt Kocsis István drámaíró Szilágyi Domokos költő is. Szakfelügyelőként is dolgozott a Babeș–Bolyai Tudományegyetem megbízásából. Szakmai tevékenységével a magyar oktatás színvonalának emelésén fáradozott. 1976-ban tudományos fokozatot szerzett.
Az újságírással egyetemi évei alatt ismerkedett meg: riportot és kritikát írt. Első karcolata 1952-ben a kolozsvári Igazság napilapban jelent meg Tilos az átjárás címmel. Módszertani cikkgyűjteményében szerepel 1956-ban A tanulók írásbeli alkotókészségének fejlesztése című tanulmánya. Ezt követően a Bukarestben megjelenő Tanügyi Újság számos pedagógiai és módszertani cikket közöl. A Szatmári Hírlap hasábjain is olvassák publicisztikai és szépirodalmi írásait.
Kritikai írással jelentkezett az Utunkban is. Mint pedagógus számos tanulmány szerzője volt, a Beszéd és íráskészség fejlesztés című pedagógiai gyűjteményben értekezése jelent meg a tanulók alkotó íráskészségének fejlesztéséről. Riportjait és elbeszéléseit a szatmárnémeti Friss Újság hasábjain közölte. Sok színdarabot, valamint mesét dramatizált. 1990-1993 között Szatmárnémetiben főszerkesztője lett a Szamoshát című szépirodalmi lapnak.
Irodalmi köröket, színjátszó csoportokat irányított, irodalmi esteket rendezett, az ifjúság számára alkalmas mesejátékokat írt. Szakmai továbbképzéseken előadóként vett részt.
1986-ban A költő életei című kötetben tette közzé Szilágyi Domokos, a diák című visszaemlékezését, amelyet emlékirat változatban a Várhely című folyóiratban (2004.3-4. szám) közölt.
1994-ben Egerbe költözött, majd ott a Népújság, a Heves Megyei Hírlap és az Egri Riport munkatársa.
A Hármashatár Irodalmi Társaság alapító tagja volt. Gyóntató című antológiában szerepel három elbeszélése, amelyet Fehérgyarmaton 1995-ben adott ki a Társaság.
1996-ban az Egerben megjelenő Heves Megyei Hírlap hasábjain jelent meg hetvenkét folytatásban – Svejk, a vasfüggöny mögött- című szatirikus regényének első fejezete.
Az Új Hevesi Napló, Dunapart és Várhely című szépirodalmi folyóiratokban, a Magyartanításban értékelő könyvismertetést közölt.
Egerben írta meg legjelentősebb művét, a Héthavas című őstörténeti hitregényt, amely 2006-ban jelent meg először a Grafotip Kiadónál, majd a második változatlan kiadás 2008-ban Csíkszeredában a Pallas-Akadémia kiadónál.
A szeretet vár valahol című posztumusz kötetét 2009-ben Egerben adták ki, házastársa Zolcsák Anna és Murawski Magdolna egri író-költő szerkesztésében, amely válogatás a szerző rövidebb prózai alkotásaiból.
Előadásainak, írásainak köszönhetően szemléletformáló közéleti személyiséggé vált az anyaországban.
A Szent György Lovagrend tagjaként a rend kiadványait szerkesztette, amiért a rend tiszti kereszttel és az Örökös Tag címmel tüntette ki. 2006-ban vitézzé avatták.
2007. augusztus 20-án posztumusz Irodalmi Nívódíjat kapott.

## Művei

### Önálló kötetek
- Héthavas. Őstörténeti hitregény. Grafotip Kiadó. 2006. 2. változatlan kiad.: Csíkszereda, Pallas Akadémiai Kiadó, 2008

### Posztumusz kötetek
- Gál Elemér: A szeretet vár valahol. Válogatás a szerző kisprózáiból. Muravszki Magdolna és Gál Elemérné Zolcsák Anna szerkesztésében. Kiadó: Segít a Város Alapítvány, 2009
- Út a Héthavasra. Gál Elemér idézése. Szerkesztette: Lisztóczky László. A szerkesztés munkájában közreműködött: Gál Elemérné Zolcsák Anna. Eger, Média Eger Nonprofit Kft, 2014
- Héthavas gyermekei. Regényes történet két részben. Gál Elemér Héthavas című regényéből színpadra alkalmazta Beke Sándor és Pásztó András; Mondat, Vác, 2016

### A gyűjteményes kötetekből
- A tanulók írásbeli alkotókészségének fejlesztése. In.:Beszéd és íráskészség-fejlesztés. 1956
- Gál Elemér: Egy kiállítás margójára. – In.: Művészet, 48. p. 1968
- Szilágyi Domokos, a diák. In.: A költő életei, Bukarest, 1986
- Hármas szemsugárban – Szilágyi Domokos költői indulása – bővített változat – Várhely 2004 ősz-tél X. évf. 3-4. szám 130-150. oldal
- Gyóntató, 1995
- Gál Elemér: Lovasok a temetőben – Távol Betlehem-antológia : p. 51-52 Miskolc: Felsőmagyarország Kiadó
- Lélekmélyből felzengő, Svájci-Magyar Kiadó Kft., Budapest, 2000
- Gondolattánc, Svájci-Magyar Kiadó Kft., Budapest, 2000
- Hármashatártalanul, 2004
- Gál Elemér: Az 1956-os forradalom kárvallott szemlélői – az „Október Lángja” szatmári diákújság történetéhez 181. o. – In.: Évfordulós tanácskozások, Szatmárnémeti, 2006.
- Gál Elemér: Az igazszólás regénye – Bakacsi Ernő: Lépés a sötétbe c. regényéről. In. Duna-Part, 2004/1. szám
- Gál Elemér: Politika és szerelem Bakacsi Ernő: Aki hazatalált című kisregényében
- Gál Elemér: Demeter József-Suszteráj
- Gál Elemér: Renn Oszkár- Összekulcsolt kézzel című verseskötetéről

## Emlékezete, utóélete
- Dr. Cs Varga István: Lélekben nagyok – Új könyvpiac, 2005. – 07-01
- Új könyvpiac: fórum, olvasónaplók
- Dr. Cs Varga István: Gál Elemér Héthavas című regényéről – Új hegyvidék, 2007. 1-2. szám
- Dr. Cs Varga István: A fény árnyéka – 46- 52 old. Muravidék 14
- Agria- 2. évfolyam online 1. szám , 2008 tavasz- 150-161. oldal
- Dr. Cs Varga István, Kocsis István, Máriás József – Kötetbemutató a Magyarok Házában, Budapest, 2009
- Dr. Cs Varga István: Látókör
- Kaán Zsuzsa, Seregi László- magáról és másokról – Zempléni Muzsa- online: Máriás József: Őstörténeti hitregény Gál Elemértől /07/1/
- Zolcsák Anna: Gál Elemér őstörténeti hitregénye és üzenete a jövőnek – MOGY- Bösztörpuszta – Pusztaegyetem, 2010. aug. 13-1
- Dr. Kelemen Erzsébet: Hét színkép (tanulmányok, kritikák) – A vállalt küldetés- Gál Elemér: A szeretet vár valahol című kötetének bemutatása – Ráció kiadó Budapest, 2010
- Agria 2010 ősz
- Dunapart
- Murawski Magdolna: Egy csöpp Erdély – előszó A szeretet vár valahol kötethez, 2009
- Dr. Lisztóczky László: Aki Egerbe hozta Erdély szellemét In. 185. – A múló idők mérlegén, 2014
- Kocsis István: Tanárom, Gál Elemér, a tiszteletbeli rabonbán. – Út a Héthavasra: 220-235. oldal A szeretet vár valahol – Media Eger Nonorofit Kft. 2014
- Szóné Fülöp Dalma: A rabonbánok nyilai - Agria
- Szíki Károly: Minden, ami elveszett visszakerül egyszer Isten tenyerén – Út a Héthavasra- Agria 30- Irodalom, művészet, kritika IX. évf. 1. szám 2015. tavasz 260-267. old.
- Dr. Gyárfás Ágnes: Gál Elemér regénye, mint hősi játék az egri Gárdonyi Géza Színházban- In. 89-90-91-92. old. Ősi gyökér – Kulturális folyóirat- 2016, július-szeptember, Kiadó MBE
- Csatáné Barta Irénke, Renn Oszkár és Holló József versei

## Online források
- eirodalom honlap – könyvekről – Dr. Cs Varga István:
- Gál Elemér: Héthavas (hangtárnok, YouTube) – Riport: Simon György (főszerk.) Szent István Rádió. Közzététel: 2012. november 8.
- Dr. Cs. Varga István: Emlékezés Gál Elemérre (Szent István Rádió)

## Posztumusz kitüntetések
- Tisztikereszt 2007 – Visegrád, Szent György Lovagrend
- Irodalmi Nívódíj, 2007. Augusztus 20. Eger
- Rovóbán Czím Örököse – AMAMA Alapítvány – Oklevél és kettőskereszt – Budavárban, a 2015. esztendő Kikelet havának 21. napján, a Magyar Nemzeti Levéltár Lovagtermében